# Fly to the Rainbow
Albums de Scorpions
Lonesome Crow
(1972) In Trance
(1975)
Fly to the Rainbow est le deuxième album du groupe de hard rock allemand,  Scorpions. Il est sorti le 1er novembre 1974 sur le label RCA Records et a été produit par le groupe.

## Historique
Après le départ de Michael Schenker pour le groupe anglais UFO, Rudolf Schenker et Klaus Meine fusionnent avec le groupe d'Ulrich Roth, Dawn Road, dans lequel jouent également Francis Buchholz (basse) et Jürgen Rosenthal (batterie).
Paru en 1974, Fly to the Rainbow est encore profondément marqué par le psychédélisme du premier album (on note d'ailleurs la contribution de Michael Schenker sur deux titres), mais le changement de line-up intervenu entre les deux productions se ressent à l'écoute des sept nouvelles chansons.
Les solos d'Ulrich Roth et la basse claquante de Francis Buchholz apportent un style nouveau, plus aérien et un titre comme Speedy's Coming laisse augurer le son du groupe dans les années '70. Ce morceau et la chanson Fly to the Rainbow sont devenus des classiques en concert et figurent sur l'album en public Tokyo Tapes.
Pas de single pour promouvoir l'album, la chanson "Speedy's Coming" sera réenregistrée et servira de face B du single "In Trance" en 1975.
Jürgen Rosenthal quittera le groupe après la tournée promotionnelle et sera remplacé par le batteur belge Rudy Lenners. Il rejoindra le groupe de rock progressif allemand Eloy.

## Formation
- Klaus Meine - chant
- Ulrich Roth - guitare, guitare solo, chant sur Drifting Sun et Fly to the Rainbow
- Rudolf Schenker - guitare, chant sur They Need a Million et Drifting Sun
- Francis Buchholz - guitare basse
- Jürgen Rosenthal - batterie

Avec
- Achim Kirshning - claviers

## Liste des pistes
| 1. | Speedy's Coming     | Rudolf Schenker, Klaus Meine | 3:33 |
| 2. | They Need a Million | R.Schenker, Meine            | 4:50 |
| 3. | Drifting Sun        | Ulrich Roth                  | 7:40 |
| 4. | Fly People Fly      | R.Schenker, Meine            | 5:02 |

| 5. | This Is My Song    | R.Schenker, Meine                   | 4:14 |
| 6. | Far Away           | R.Schenker, Michael Schenker, Meine | 5:39 |
| 7. | Fly to the Rainbow | M.Schenker, Roth                    | 9:32 |